# Aeródromo Pampa Guanaco
El Aeródromo Pampa Guanaco (OACI: SCBI) es un terminal aéreo ubicado en Pampa Guanaco a 12,5 Kilómetros del Lago Blanco, a través del a ruta Y-84, próximo Bahía Inútil, junto a la aldea de Cameron en la comuna de Timaukel, Provincia de Tierra del Fuego, Región de Magallanes y Antártica Chilena, Chile. Este aeródromo es de carácter público.